# Petrova Ves

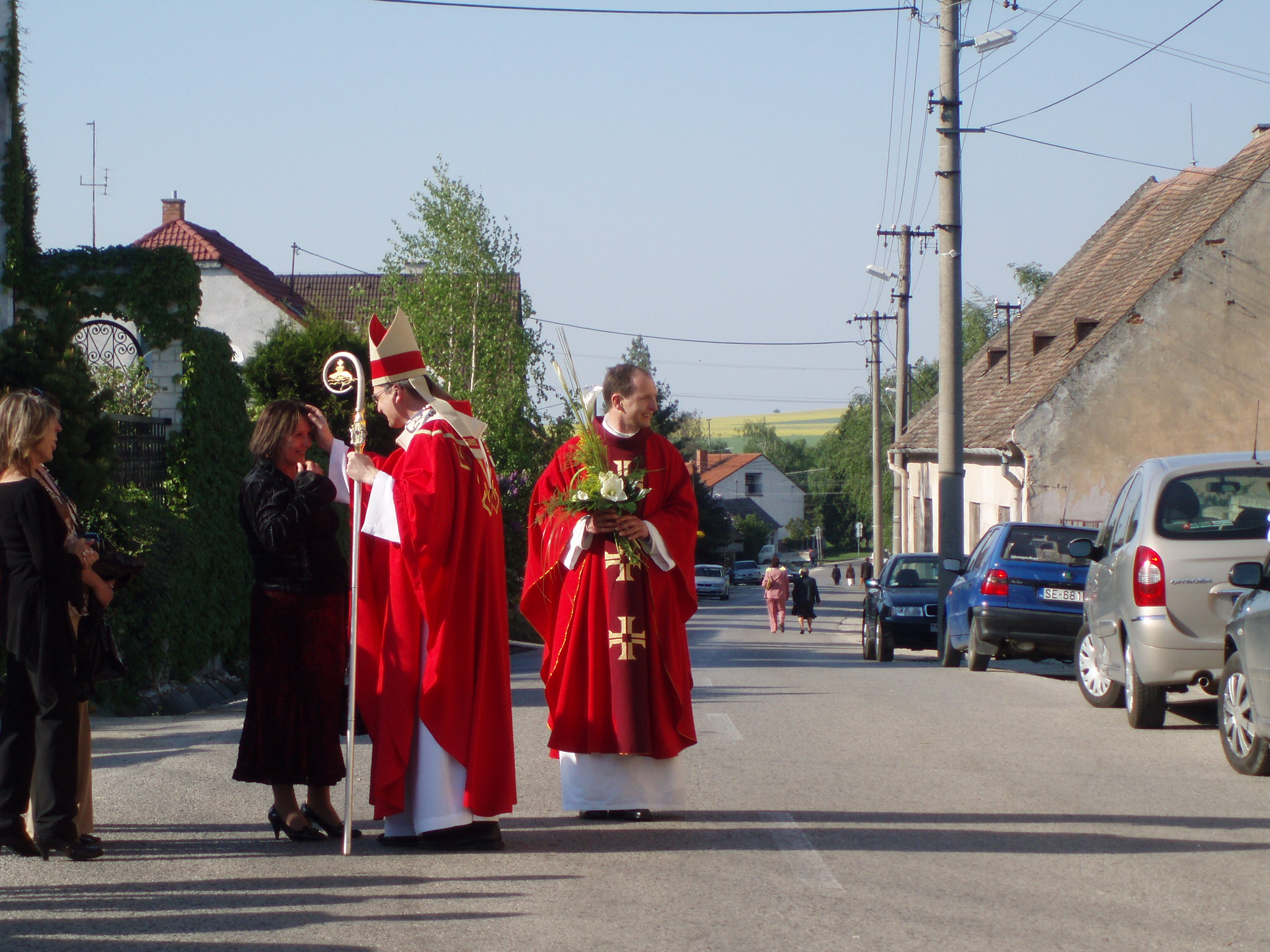

La Villa de Pedro (Petrova Ves en eslovaco, en húngaro: Péterlak) es un municipio ubicado en el distrito de Skalica, en la región de Trnava al oeste de Eslovaquia.

## Historia
Los primeros documentos de esta villa datan del año 932. Sin embargo, la población fue habitada desde mucho tiempo antes. Estudios arqueológicos evidencian la existencia de asentamientos celtas y posteriormente romanos en la zona. Más adelante, durante el siglo IX d. C., los eslavos se asentaron en este lugar. En aquellos momentos la población pertenecía a la Gran Moravia.
A finales del siglo XI d. C. la población fue anexada al Reino Húngaro. Fue entonces cuando un aristócrata húngaro de mucha importancia llegó al lugar y lo nombró "la Villa de Pedro"; Petrova Ves en eslovaco y Peterlak en húngaro.
Tras la Primera Guerra Mundial y la caída del imperio austro-húngaro, el estado creado de Checoslovaquia asignó el nombre de Petrova Ves como oficial. Con la disolución del estado checoslovaco en 1993, la Villa de Pedro pasaría a ser parte de Eslovaquia.

## Geografía
La Villa de Pedro está ubicada a una altitud de 207 m y cubre un área total de 14 631 km². Tiene una población de 1063 personas.

## Demografía
| Año        | 1994 | 2004    | 2014    | 2024    |
| ---------- | ---- | ------- | ------- | ------- |
| Población  | 994  | 1003    | 1093    | 1082    |
| Diferencia |      | +0,90 % | +8,97 % | −1,00 % |

| Año        | 2023 | 2024    |
| ---------- | ---- | ------- |
| Población  | 1075 | 1082    |
| Diferencia |      | +0,65 % |